# Ókori Kelet

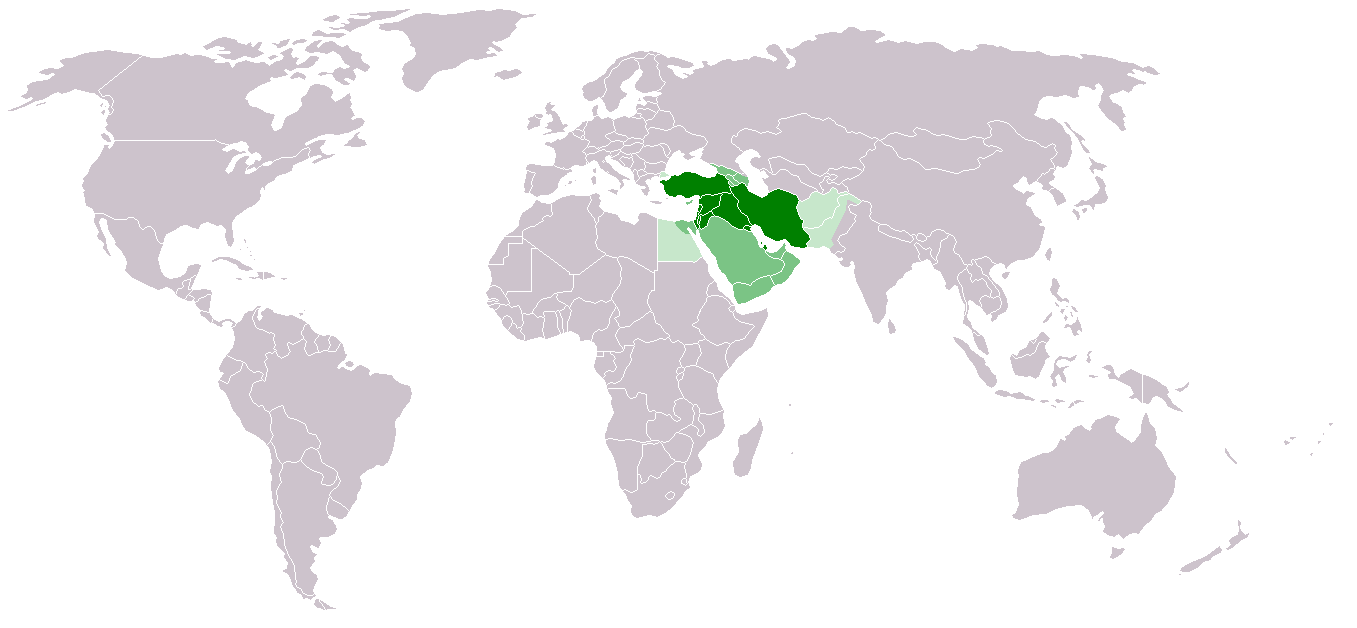
az ókori Közel-Kelet a mai országhatárokkal

Az ókori Kelet – pontosabban az ókori Közel-Kelet – egyszerre idő- és térbeli elhatárolása a történelem egyik szakaszának, a legkorábbi történeti népek által lakott térségek összefoglaló neve. Az ókor az írásbeliséggel kezdődik, amikor a régészet kizárólagos tárgyköréből az emberiség bekerül a történelemtudomány hatáskörébe. Az írás az újkőkorszak végének terméke, amelyet az eszközkultúra változása és más fontos jellemzők, mint az élelemtermelés, letelepedés terjedése miatt a kőrézkor (chalcolithikum) névvel is említenek, illetve a két periódus összefonódik. Az ókori Közel-Kelet a kőrézkortól a klasszikus ókorig fogja át a kora ókort, kiterjedése a termékeny félholdra és környezetére koncentrálódik, szorosan véve Mezopotámia, Egyiptom és a levantei térség alkotja. Ma már Anatólia is mindenképp ide sorolandó. Peremterületei, mint Szudán, Elám, Urartu is rendkívül fontos szerepet játszottak. A leghosszabb periódusát alkotja az emberiség történetének. Kezdete az i. e. 4. évezred második felére tehető, a mezopotámiai uruki archaikus szövegek megjelenésével. Az írásbeliség terjedésével a hamarosan más térségek is csatlakoztak hozzá. Az i. e. 2. évezred során a keleti kulturális vívmányok elterjedtek, végül a Földközi-tenger medencéjében kialakult a görög nép, amelynek fénykorától, az i. e. 6. századtól számítjuk a klasszikus ókort. Az ókori keleti kultúrát végül a hellenisztikus civilizáció váltotta fel, amely nem más, mint a keleti és görög kultúra különböző arányú összeolvadása, a keleti kultúra új fejleményeinek nyugati terjedése és hellén változatok integrálása.

## Kronológiája, periodizálása
Az alábbi táblázatban szereplő dátumok hozzávetőlegesek és földrajzi helyenként eltérőek lehetnek. Maga a periodizálás is szerzőnként más és más, attól függően, hogy mely területeket és milyen kritériumokat vesz alapul hozzá.
| kőrézkor                   | i. e. 5. évezred közepe – i. e. 3300 | korai kőrézkor    | i. e. 4500–4000 | Ubaid-kultúra |
| kőrézkor                   | i. e. 5. évezred közepe – i. e. 3300 | késő kőrézkor     | i. e. 4000–3300 | Gassul-kultúra, Uruk-kultúra, Nagada I, Nagada II, predinasztikus Egyiptom                                             |
| bronzkor (i. e. 3300–1200) | korai bronzkor (i. e. 3300–2000)     | kora bronzkor I   | i. e. 3300–3000 | protodinasztikus Egyiptom, Nagada III, Dzsemdet Naszr-kultúra, majkopi kultúra kezdete, Kura–Araksz I (Sengavit)       |
| bronzkor (i. e. 3300–1200) | korai bronzkor (i. e. 3300–2000)     | kora bronzkor II  | i. e. 3000–2700 | sumer városkirályságok, egyiptomi koradinasztikus kor                                                                  |
| bronzkor (i. e. 3300–1200) | korai bronzkor (i. e. 3300–2000)     | kora bronzkor III | i. e. 2700–2200 | egyiptomi óbirodalom, Akkád Birodalom, Kura–Araksz II, korai kurgán-kultúra                                            |
| bronzkor (i. e. 3300–1200) | korai bronzkor (i. e. 3300–2000)     | kora bronzkor IV  | i. e. 2200–2100 | egyiptomi átmeneti időszak, lagasi periódus, Kura–Araksz III                                                           |
| bronzkor (i. e. 3300–1200) | középső bronzkor (i. e. 2000–1550)   | középbronzkor I   | i. e. 2100–2000 | egyiptomi XI. dinasztia, III. uri dinasztia                                                                            |
| bronzkor (i. e. 3300–1200) | középső bronzkor (i. e. 2000–1550)   | középbronzkor IIA | i. e. 2000–1750 | Minósz, egyiptomi középbirodalom, amoriták, óasszír kereskedelem, trialeti kurgán-kultúra, majkopi kultúra vége        |
| bronzkor (i. e. 3300–1200) | középső bronzkor (i. e. 2000–1550)   | középbronzkor IIB | i. e. 1750–1650 | egyiptomi második átmeneti időszak, Óbabiloni Birodalom, hettita városkirályságok                                      |
| bronzkor (i. e. 3300–1200) | középső bronzkor (i. e. 2000–1550)   | középbronzkor IIC | i. e. 1650–1550 | hettita Óbirodalom, hükszoszok, a Théra kitörése, Minósz és az Égeikum pusztulása, középbabiloni kor kezdete           |
| bronzkor (i. e. 3300–1200) | késő bronzkor (i. e. 1550–1200)      | késő bronzkor I   | i. e. 1550–1400 | középhettita kor, egyiptomi újbirodalom, III. babiloni dinasztia                                                       |
| bronzkor (i. e. 3300–1200) | késő bronzkor (i. e. 1550–1200)      | késő bronzkor IIA | i. e. 1400–1300 | későhettita kor, Mitanni, Ugarit, XVIII. dinasztia, III. babiloni dinasztia, középasszír kor, Szeha, Vilusza, Apaszasz |
| bronzkor (i. e. 3300–1200) | késő bronzkor (i. e. 1550–1200)      | késő bronzkor IIB | i. e. 1300–1200 | későhettita kor, Urartu, XIX. dinasztia, nyugat-anatóliai pregörög államok (Ahhijava, Lukka, Szeha, Millavanda)        |
| vaskor (i. e. 1200–539)    | vaskor I (i. e. 1200–1000)           | vaskor IA         | i. e. 1200–1150 | bronzkori összeomlás, Trója pusztulása (Vilusza), tengeri népek, XX. dinasztia                                         |
| vaskor (i. e. 1200–539)    | vaskor I (i. e. 1200–1000)           | vaskor IB         | i. e. 1150–1000 | újhettita királyságok, arameus vándorlás, XXI. dinasztia, IV. babiloni dinasztia                                       |
| vaskor (i. e. 1200–539)    | vaskor II (i. e. 1000–539)           | vaskor IIA        | i. e. 1000–900  | Újasszír Birodalom, VI–VIII. babiloni dinasztia, XXII. dinasztia                                                       |
| vaskor (i. e. 1200–539)    | vaskor II (i. e. 1000–539)           | vaskor IIB        | i. e. 900–700   | Urartu, Phrügia, IX. babiloni dinasztia, XXIII. dinasztia, újhettita királyságok, perzsák                              |
| vaskor (i. e. 1200–539)    | vaskor II (i. e. 1000–539)           | vaskor IIC        | i. e. 700–539   | Újbabiloni Birodalom, Asszíria bukása (i. e. 612), XXIV–XXVI. dinasztia, Akhaimenidák                                  |

Az ókori Kelet periodizációja alapvetően relatív időrendeken alapul. Csak a korszak legvégén, i. e. 585. május 28-ika óta lehetséges abszolút dátumozás. Ezen a napon ugyanis napfogyatkozás volt, amely megakadályozta médek és lüdök közti csatát. Emellett csak néhány abszolút dátum állapítható meg, amelyek az adatok töredékessége és összefüggéseik bizonytalan volta miatt nem alkalmasak széles körű datálásra.

## Mezopotámia

### Korai kultúrák
Az ismert írásbeliség Mezopotámiában kezdődik, ezért az ókor legkorábbi kultúrái itt találhatók. Az Uruk V. periódusban, i. e. 3500 körül egyszerre több helyen, főleg Kisben és Urukban feltűntek az írásjelekkel ellátott agyagtáblácskák. Az uruki archaikus szövegekkel már kész írásrendszer ismert.
Ez a kor már a nagyvárosok kora. Általában 40–50 hektáros területűek a nagyobb városok, de Uruk elérte a 100 hektárt is. Az élelemtermelés ugyan létezett már az újkőkorszak végén is, de Mezopotámiában a földművelést és az állattenyésztést is akadályozta a kiterjedt mocsárvilág. Ezért a települések nem az élelemtermelés miatt jöttek létre, ahogy azt a klasszikus letelepedési modell feltételezte, hanem egyéb – bár általában vitatott – okokból. Csak az i. e. 4. évezred második enyhén szárazabb éghajlata tette lehetővé az élelemtermelést, addig a városlakók a kereskedelemből éltek leginkább.
E klasszikus kereskedővárosok anyagi kultúrája hullámokban terjedt. A korszak periodizálása az egyes fontos lelőhelyeken feltárt leggyakoribb, tipikus árucikkek származási helyére utal. Az alábbi táblázat ezekről nyújt áttekintő képet. Az egyes árutípusok vagy arról a településről kapták a nevüket, ahol készítették, vagy első/jelentős lelőhelyükről. Így például a Hadzsi Mohamed-áru Hadzsi Mohamedben később jelent meg, mint Ubaidban.
| i. e.        | periódus       | Eridu | Eridu | Uruk  | Uruk | Tell el-Ubaid | Tell el-Ubaid | Ur | Hadzsi Mohamed | Ras el-Amija | Girszu | Ugér | Elám |
| ------------ | -------------- | ----- | ----- | ----- | ---- | ------------- | ------------- | -- | -------------- | ------------ | ------ | ---- | ---- |
| 5400– 5000   | Eridu–Ubaid1   | E11   |       |       |      |               |               |    |                |              |        |      | S12  |
| 5400– 5000   | Eridu–Ubaid1   |       |       |       | HM3  |               |               |    |                |              |        |      |      |
| 5400– 5000   | Eridu–Ubaid1   |       |       |       |      |               |               |    |                |              |        |      |      |
| 5400– 5000   | Eridu–Ubaid1   |       |       |       |      |               |               |    |                |              |        |      |      |
| 5000– 4500   | Eridu–Ubaid1   |       |       |       |      |               |               |    |                |              |        |      |      |
|              | Eridu–Ubaid1   |       |       |       |      |               |               |    |                |              |        |      |      |
| Eridu–Ubaid2 |                |       |       |       |      |               |               |    |                |              |        | S24  |      |
| Eridu–Ubaid2 |                |       |       |       |      |               |               |    |                |              |        |      |      |
| Eridu–Ubaid2 |                |       |       |       |      |               |               |    |                |              |        |      |      |
| 4500– 4000   | Eridu–Ubaid3   | E35   |       |       |      |               |               |    |                |              |        |      |      |
| 4500– 4000   | Eridu–Ubaid3   |       |       |       |      |               |               |    |                |              |        |      |      |
| 4500– 4000   | Eridu–Ubaid3   |       |       |       |      |               |               |    |                |              |        |      |      |
| 4500– 4000   | Eridu–Ubaid3   |       |       |       |      |               |               |    |                |              |        |      |      |
| 4500– 4000   | Eridu–Ubaid3   |       |       |       |      |               | DN6           |    |                |              |        |      |      |
| 4000– 3500   | Eridu–Ubaid4   |       | E47   |       |      |               |               |    | ?              | Kis          |        |      | SA8  |
| 4000– 3500   | Eridu–Ubaid4   |       |       |       |      |               | ?             |    |                |              |        |      |      |
| 4000– 3500   | korai Uruk     |       |       | Uruk9 |      |               |               |    | ?              | ?            |        |      | SB10 |
| 4000– 3500   | korai Uruk     |       |       |       |      |               | ?             |    |                |              |        |      |      |
| 4000– 3500   | korai Uruk     |       |       |       |      |               | ?             |    |                |              |        |      |      |
| 3500– 3000   | késői Uruk     |       |       |       |      |               |               |    | ?              | ?            |        |      | SC11 |
| 3500– 3000   | késői Uruk     |       |       |       |      |               | ?             |    |                |              |        |      |      |
| 3500– 3000   | késői Uruk     |       |       |       |      |               | ?             |    |                |              |        |      |      |
| 3500– 3000   | Dzsemdet Naszr | DN13  |       |       |      |               |               |    |                |              |        |      | SD12 |
| 3500– 3000   | Dzsemdet Naszr |       |       |       |      |               |               |    |                |              |        |      |      |
| i. e.        | periódus       | Eridu | Eridu | Uruk  | Uruk | Tell el-Ubaid | Tell el-Ubaid | Ur | Hadzsi Mohamed | Ras el-Amija | Girszu | Ugér | Elám |

1 = Eridu1-áru
2 = Susiana1-áru (~Eridu–Ubaid1)
3 = Hadzsi Mohamed-áru
4 = Susiana2-áru (~Eridu–Ubaid2)
5 = Eridu3-áru
6 = Dzsemdet Naszr
7 = Eridu4–áru
8 = Susa A
9 = Uruk-áru
10 = Susa B
11 = Susa C
12 = Susa D
13 = Dzsemdet Naszr-áru

### Sumer

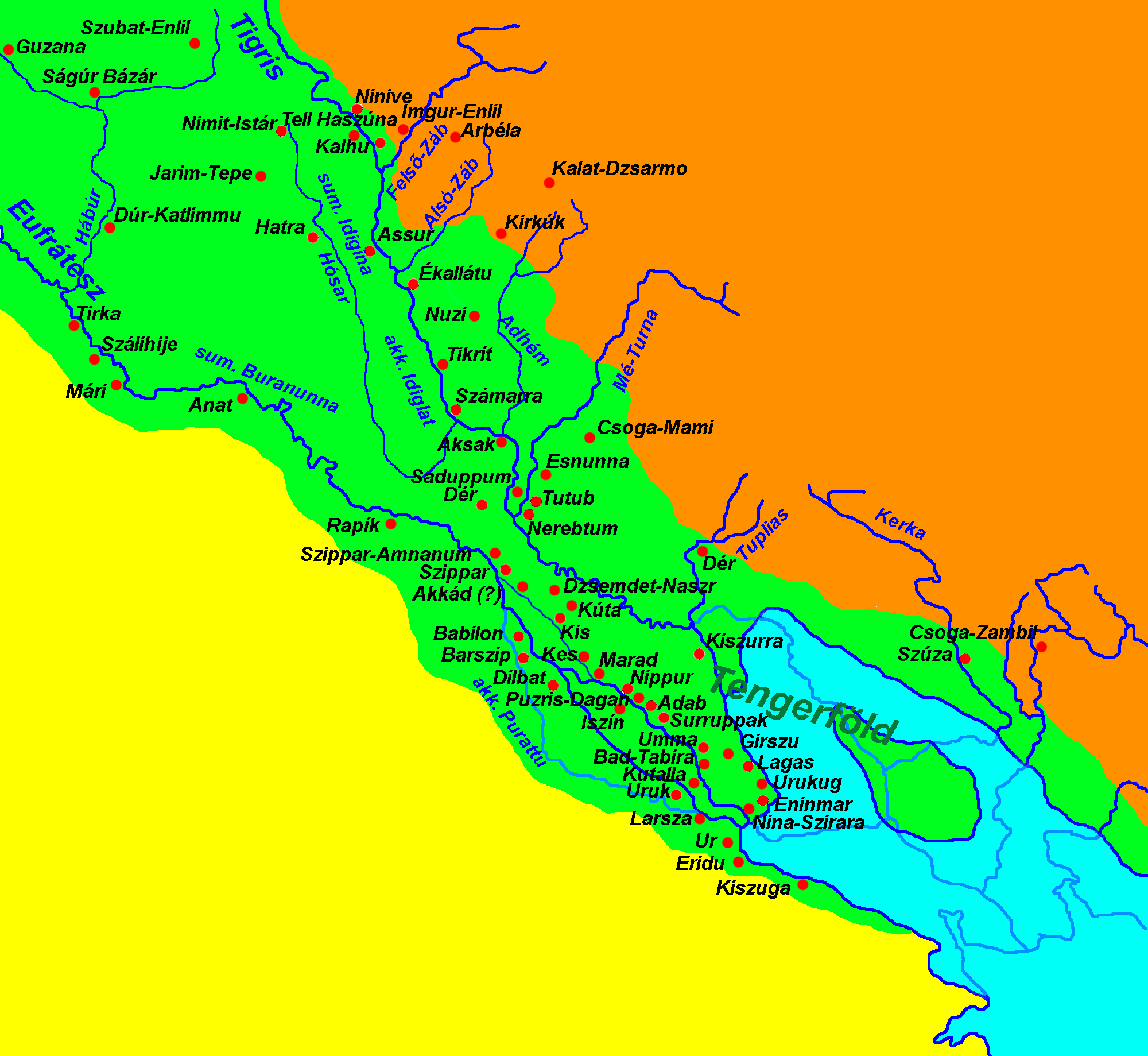
Sumer városok

A sumerek kora valamikor az i. e. 4. évezred és az i. e. 3. évezred fordulóján kezdődött. A nép eredete vitatott, egyesek szerint endemikus, a korábbi kultúrák szerves folytatásaként létrejövő, egységesedő népességről van szó, mások szerint ekkor a presumer népességet váltotta fel az ekkoriban Mezopotámiába települő sumer etnikum. Ez utóbbi feltevésre jelenleg csak nyelvészeti adatok vannak, melyek szerint a sumer nyelvben egy még korábbi, a sumert megelőző nyelv nyomai lelhetők fel. A sumer nyelv hangtana azonban ma még kevéssé ismert, így ezek a következtetések is bizonytalanok. Az ékírásban ekkortól kezdődött a logogramok helyett és mellett olyan fonetikai elemek alkalmazása, amikből már következtetni lehet a nyelv bizonyos jellemzőire, így ez az első időpont, amikor már bizonyíthatóan sumer nyelvű lakosság élt Mezopotámiában.
Sumer területén városállami rendszer alakult ki. Egy-egy nagyobb város igyekezett befolyása alá vonni a környező területeket is, így hegemóni rendszer jött létre. A későbbiekben e városkirályok némelyike egyesítette egész Sumert, de jellemzően politikailag széttagolt terület maradt.
Az egységesítést az öntözőrendszerek és árvízvédelmi töltések építésének kényszere követelte. Az ókori Egyiptommal ellentétben itt nem a kiáradó víz földeken tartását segítő töltéseket kellett építeni, hanem az árvizek ellen kellett védekezni és a töltéseken kívüli öntözőárkokat ásni. Ekkortól a folyók mentén felfűződő településhálózat jött létre, ami korábban nem volt jellemző. Ez időre tehető az öntözéses földművelés kezdete.
A szervezett tevékenység igazgatási rendszereket hozott létre, elsősorban a templomok körzeteiben. E templomok váltak a gazdasági élet központjává és a politikai centralizáció kiindulópontjává. A városokat általában a vének tanácsa és a harcosok tanácsa együttesen vezette, a korai sumer városkirályok alig voltak többek a tanács legtekintélyesebb tagjánál. Ez a Gilgames és Agga című irodalmi műből egyértelműen kitűnik.

### Akkád
Az akkádok valamikor az i. e. 4. évezred végén, vagy az i. e. 3. évezred első felében jelentek meg Mezopotámiában. Az állattenyésztő népesség lassan megtelepedett Közép-Mezopotámiában, majd legjelentősebb városkirályságuk, Agade királya létrehozta a térség első nagyobb kiterjedésű államát. Mintegy két évszázad után a meghódított népek lázadásai szétverték a birodalmat. Végül az akkád népesség összeolvadt az amoritákkal, és ők alapították meg az Óbabiloni Birodalmat.
Az akkád nyelv az alapját képezte a térségben mintegy két és fél évezreden át beszélt nyelveknek. A betelepedő népek nyelvei hatottak rá, alakították, de az óakkád a sumerrel együtt irodalmi nyelvként fennmaradt. Az akkád diplomáciai nyelvként szolgált az ókori Keleten egészen az Újbabiloni Birodalom bukásáig, vagyis az Óperzsa Birodalom létrejöttéig.

### Babilon
Babilon városát az akkádok után betelepülő amoriták, azaz a nyugati sémik alapították valamikor az i. e. 20. vagy i. e. 19. század környékén, bár már az akkád korban, Narám-szín alatt ismert a kā-draKI név, amely Babilonnal azonosítható. Alapítóként és első városkirályukként Szumuabumot említették, aki valószínűleg az amorita betelepedést vezette. Egészen Hammurapi koráig csak egyike volt a sok másodrendű fejedelemségnek, amelyek az aktuálisan legerősebb sumer–akkád városállam fősége alatt álltak. Ezek e korban általában Íszín, Kis, Larsza és Lagas voltak.
Az amorita Babilon létrejötte után mintegy egy évszázaddal Hammurapi ügyes szövetségi politikával Mezopotámia főhatalmává lépett elő, bár egyelőre csak rövid időre. Nem sokkal Hammurapi után a birodalom fogyatkozásnak indult, végül lerombolták a hettiták, meghódították a tengerföldiek, később a kassziták. Jelentőségét azonban már nem vesztette el teljesen, fontos politikai és kulturális centrum maradt.
A középbabiloni korban innen irányították a kassziták az országukat, majd fél évezredes pauza után, i. e. 626-ban itt alakult meg az Újbabiloni Birodalom, amely majdnem egy évszázadig volt a térség vezető nagyhatalma.

## Asszírok
Az asszírok egy Kr.e a II. Évezredben Mezopotámia északi részében lakó szemita csoportról beszélhetünk. 

### Peremterületei

#### Irán
Az Óperzsa Birodalom (perzsául: هخامنشیان, óperzsául: Hakhámanesijan) volt az első perzsa birodalom, amely i. e. 550-től i. e. 330-ig állt fenn a Méd Birodalom utódaként. A birodalomnak virágkorában 8 millió km² volt a területe, amivel az antik világ legnagyobb állama volt, és az akkori világ népességének 46%-a élt itt.
A birodalmat II. Kurus perzsa király (II. Kürosz) alapította a Közel-Keleten, amelyet utódai, Kambúdzsija (Kambüszész) és I. Dárajavaus perzsa király (I. Dareiosz) terjesztettek ki Afrikába és Európába, így ez lett az első olyan birodalom, amely három kontinensen terült el. Területe Indiától Kis-Ázsián keresztül a mai Görögországig húzódott, míg Afrikában a mai Egyiptom, Szudán, Líbia és Etiópia egyes részeit is uralta.
A birodalom, melynek közigazgatását Kurus és Dárajavaus központosította, gazdag művészettel rendelkezett. Felszabadították a zsidókat a babiloni igából és toleráns módon viszonyultak a vallási kisebbségekhez. Az emberi jogokat a Kurus által kialakított törvények biztosították. A birodalmat III. Alexandrosz makedón király (Nagy Sándor) hódította meg i. e. 330-ban. Ezzel ért véget az Óperzsa Birodalom történelme.
A perzsák a hódításaik során a leigázott népek kultúráját ötvözték saját és a környező társadalmak kultúrájával. Birodalmuk diplomáciai nyelve az akkád, az óperzsa és az elámi nyelv mellett az arámi volt.
Vallásuk középpontjában Ahura Mazdá kultusza állt. Emellett sok, az indiai hitvilág mitológiájából ismert istent (például Mithrász, Indra) tiszteltek. A klasszikus perzsa vallást Zarathustra, egy legendás életű pap alakította ki az Akhaimenida–dinasztia uralmának kezdetén, az i. e. 7. század végén. E vallás alapja a jó és a rossz örök ellentéte.

## Anatólia

### Hettiták és társaik
Hettitákról csak az óasszír kereskedelem kora után beszélünk. A korábbi népesség etnikuma és beszélt nyelve ismeretlen, mivel saját írásbeliségük nem volt. A hettiták Anatólia központi vidékén éltek, a felföldön. Körülöttük vélhetően etnikailag is rokon, rokonnyelveket beszélők laktak, ők alkotják az anatóliai nyelvcsaládot.
A Hettita Birodalom hosszas vajúdás után Hattuszasz központtal jött létre, amely város egészen a Birodalom bukásáig a legfontosabb település maradt és kisebb-nagyobb megszakításokkal királyi székhely is. A soknyelvű és sokféle etnikumú állam több virágzó és hanyatló periódus után az i. e. 12. században szűnt meg, átadva helyét az újhettita királyságoknak.